# Rasmus Andersson (ishockeyspelare)
Rasmus Calle Alfred Andersson, född 27 oktober 1996 i Bunkeflo församling i Malmö, är en svensk professionell ishockeyback som spelar för Calgary Flames i 
National Hockey League (NHL). Han har tidigare spelat på lägre nivåer för Malmö Redhawks i Hockeyallsvenskan och Barrie Colts i Ontario Hockey League (OHL).
Andersson draftades i andra rundan i 2015 års draft av Calgary Flames som 53:e spelare totalt.
Han är son till den före detta ishockeyspelaren Peter Andersson och yngre bror till ishockeyspelaren Calle Andersson som spelar för SC Bern i Nationalliga A (NLA).

## Statistik
| 2010–2011                | Malmö Redhawks           | J18 Elit                 | 4   | 0  | 0   | 0   | 2   | —  | — | —  | —  | —  |
|                          | Malmö Redhawks           | J18 Allsvenskan          | 13  | 0  | 1   | 1   | 20  | —  | — | —  | —  | —  |
| 2011–2012                | Malmö Redhawks           | U16 Elit                 | 3   | 4  | 4   | 8   | 4   | —  | — | —  | —  | —  |
|                          | Malmö Redhawks           | J18 Elit                 | 23  | 6  | 16  | 22  | 47  | 5  | 1 | 1  | 2  | 18 |
|                          | Malmö Redhawks           | J20 Superelit            | 13  | 0  | 3   | 3   | 6   | 3  | 0 | 0  | 0  | 0  |
| 2012–2013                | Malmö Redhawks           | Hockeyallsvenskan        | 38  | 3  | 8   | 11  | 22  | —  | — | —  | —  | —  |
|                          | Malmö Redhawks           | J18 Allsvenskan          | 1   | 0  | 2   | 2   | 0   | 2  | 0 | 2  | 2  | 2  |
|                          | Malmö Redhawks           | J20 Superelit            | 8   | 5  | 1   | 6   | 48  | 1  | 0 | 0  | 0  | 2  |
| 2013–2014                | Malmö Redhawks           | Hockeyallsvenskan        | 43  | 3  | 10  | 13  | 26  | 10 | 0 | 1  | 1  | 0  |
|                          | Malmö Redhawks           | J20 Superelit            | 8   | 1  | 4   | 5   | 12  | —  | — | —  | —  | —  |
| 2014–2015                | Barrie Colts             | OHL                      | 67  | 12 | 52  | 64  | 88  | 9  | 1 | 3  | 4  | 6  |
| 2015–2016                | Barrie Colts             | OHL                      | 64  | 9  | 51  | 60  | 60  | 15 | 2 | 13 | 15 | 16 |
| 2016–2017                | Calgary Flames           | NHL                      | 1   | 0  | 0   | 0   | 0   | —  | — | —  | —  | —  |
|                          | Stockton Heat            | AHL                      | 50  | 3  | 19  | 22  | 36  | —  | — | —  | —  | —  |
| NHL totalt               | NHL totalt               | NHL totalt               | 1   | 0  | 0   | 0   | 0   | —  | — | —  | —  | —  |
| AHL totalt               | AHL totalt               | AHL totalt               | 50  | 3  | 19  | 22  | 36  | —  | — | —  | —  | —  |
| Hockeyallsvenskan totalt | Hockeyallsvenskan totalt | Hockeyallsvenskan totalt | 81  | 6  | 18  | 24  | 48  | 10 | 0 | 1  | 1  | 0  |
| OHL totalt               | OHL totalt               | OHL totalt               | 131 | 21 | 103 | 124 | 148 | 24 | 3 | 16 | 19 | 22 |

### Internationellt
| Källa: Uppdaterad: 2017-04-09 | Källa: Uppdaterad: 2017-04-09 | Källa: Uppdaterad: 2017-04-09 |         | Utv = Utvisningsminuter | Utv = Utvisningsminuter | Utv = Utvisningsminuter | Utv = Utvisningsminuter | Utv = Utvisningsminuter |
| År                            | Lag                           | Mästerskap                    | Matcher | Mål                     | Assists                 | Poäng                   | Utv                     |                         |
| ----------------------------- | ----------------------------- | ----------------------------- | ------- | ----------------------- | ----------------------- | ----------------------- | ----------------------- | ----------------------- |
| 2013                          | Sverige                       | U18-VM                        | 5       | 1                       | 0                       | 1                       | 6                       |                         |
| 2013                          | Sverige                       | Ivan Hlinkas minnesturnering  | 4       | 0                       | 4                       | 4                       | 10                      |                         |
| 2014                          | Sverige                       | U18-VM                        | 7       | 2                       | 1                       | 3                       | 14                      |                         |
| Junior totalt                 | Junior totalt                 | Junior totalt                 | 16      | 3                       | 5                       | 8                       | 30                      |                         |